# Kärregölen
Kärregölen är en sjö i Hylte kommun i Halland och ingår i Suseåns huvudavrinningsområde.